# Зарічна вулиця (Київ)
Зарі́чна ву́лиця — вулиця в Дарницькому районі міста Києва в межах історичної місцевості Осокорки. Пролягає від Трускавецької вулиці та Іжкарської вулиці до вулиці Алімпія Галика.
До 3арічної вулиці прилучаються Осокорський провулок, Осокорська вулиця (двічі), проспект Миколи Бажана і Завальна вулиця.

## Історія
Вулиця виникла у середині XX століття під назвою Нова. Сучасна назва — з 1955 року. У середині 1980-х років 3арічну вулицю було дещо переплановано під час прокладання нової автомагістралі (проспекту Миколи Бажана).